# Balleza
Balleza u oficialmente Mariano Balleza, es una población del estado mexicano de Chihuahua. Cabecera del municipio de Balleza, fue fundada como San Pablo Tepehuanes por los jesuitas españoles José Pascual y Nicolás Zepeda en 1640. El Congreso del estado de Chihuahua cambió su nombre en 1830 en honor del caudillo de la Independencia Padre Mariano Balleza.

## Localización y demografía
Balleza se encuentra localizado al extremo sur del estado de Chihuahua en las coordenadas geográficas 26°57′14″N 106°20′46″O / 26.95389, -106.34611 y a una altitud de 1 564 metros sobre el nivel del mar; su principal vía de comunicación es una carretera pavimentada de orden estatal de dos carriles de circulación que la une al oeste con Guachochi, distante unos 80 kilómetros y al este con la ciudad de Parral, que se encuentra a unos 100 kilómetros. Para llegar a Parral dicha carretera estatal se enlaza previamente con la carretera federal 24; ambas son la principal vía de comunicación de la región.
De acuerdo con el Censo de Población y Vivienda de 2010 realizado por el Instituto Nacional de Estadística y Geografía, la población total de Balleza es de 17 670 habitantes, de los que 8 980 son hombres y 8 692 son mujeres.

## Historia
- 1608. Esta región fue conocida por los españoles, cuando penetró el misionero jesuita Juan de Fonte; más tarde quedó sujeta a las misiones de la Compañía de Jesús y enseguida fue una dependencia de Ciénaga de Olivos, hasta el año de 1820, cuando se le otorgó la categoría de municipio.[8]
- 1640. Los misioneros jesuitas establecieron ahí la Misión de San Pablo Tepehuanes, conservando este nombre hasta 1830, en que el Congreso del Estado le dio el nombre de Balleza en honor al Sacerdote Mariano Balleza, colaborador de Miguel Hidalgo en el movimiento de independencia. y la categoría de Villa.[8]
- 1820. Cuando se promulgó la Constitución de Cádiz, figura Balleza como pueblo que eligió ayuntamiento.[8]
- 1826. El 5 de enero, el estado se divide en 11 partidos, uno de los cuales es San Pablo Tepehuanes.[8]
- 1826. El 28 de septiembre, cambia el nombre a Valle de San Pablo.[8]
- 1830. El 27 de agosto, se le da el título de Villa y cambia de nombre a Villa Balleza de Balbaneda.[8]
- 1837. El 16 de febrero, el departamento se divide en 3 distritos y 15 partidos, uno de los cuales es el partido de Balleza o Tepehuanes, que pertenece al distrito Hidalgo.[8]
- 1839. El 2 de mayo, el partido de Balleza o Tepehuanes, pertenece al distrito de Guadalupe y Calvo.[8]
- 1844. El 21 de noviembre, San Pablo Tepehuanes es cabecera del partido de Balleza y de la municipalidad de San Pablo Tepehuanes del distrito Hidalgo.[8]
- 1847. El 8 de noviembre, Balleza se erige en Cantón del Estado. Se traslada su cabecera al valle de San Jerónimo.[8]
- 1847. En el mes de noviembre estalló un movimiento de rebelión local en la Villa de Balleza, en contra del Gobierno del Estado.[8]
- 1848. El 7 de marzo, el prefecto José Antonio Rodríguez llegó a Balleza, a celebrar unos convenios con los cabecillas, por los cuales se sometían a la obediencia del gobierno.
- 1855. El 17 de marzo, se suprimen los cantones, la Villa de Balleza vuelve a ser cabecera del partido del mismo nombre y pertenece al distrito Hidalgo.[8]
- 1856. Ocurrió una nueva sublevación local en Balleza. Con este motivo se movilizó de Chihuahua una sección de tropas bajo el mando del coronel Cayetano Justiniani, quien ocupó la plaza de Balleza el 2 de mayo, restableciendo la tranquilidad pública en todo el cantón.[8]
- 1859. El 22 de febrero, Balleza es cabecera del cantón Balleza y pertenece al distrito Hidalgo.[8]
- 1875Una partida de sublevados en el estado de Durango por cuestiones locales, bajo el mando del coronel Susano Ortiz, ocupó la Villa de Balleza el 23 de noviembre.[8]
- 1887. El 18 de octubre, San Pablo o Villa de Balleza es municipalidad del distrito Hidalgo.[8]